# ایران در المپیک تابستانی ۱۹۵۶
ایران در بازی‌های المپیک تابستانی ۱۹۵۶، که در ملبورن استرالیا برگزار شد، با ۱۷ ورزشکار شرکت کرد و موفق به کسب ۵ نشان و رتبهٔ چهاردهم در این بازی‌ها شد.
این بهترین عملکرد تاریخ ورزش ایران در رقابت های المپیک تا قبل از المپیک ۲۰۱۲ لندن است.

## رشته‌ها و تعداد شرکت‌کنندگان
| ورزش        | مردان | زنان | مجموع |
| ----------- | ----- | ---- | ----- |
| دو و میدانی | ۲     |      | ۲     |
| وزنه‌برداری  | ۷     |      | ۷     |
| کشتی        | ۸     |      | ۸     |
| مجموع       | ۱۷    | ۰    | ۱۷    |

## مدال‌ها

### جدول مدال‌ها
| رشته       | طلا | نقره | برنز | مجموع |
| ---------- | --- | ---- | ---- | ----- |
| وزنه‌برداری |     |      | ۱    | ۱     |
| کشتی       | ۲   | ۲    |      | ۴     |
| مجموع      | ۲   | ۲    | ۱    | ۵     |

| مدال | نام              | رشته       | مسابقه                |
| ---- | ---------------- | ---------- | --------------------- |
| طلا  | امامعلی حبیبی    | کشتی       | ۶۷ کیلوگرم آزاد مردان |
| طلا  | غلامرضا تختی     | کشتی       | ۸۷ کیلوگرم آزاد مردان |
| نقره | محمدعلی خجسته‌پور | کشتی       | ۵۲ کیلوگرم آزاد مردان |
| نقره | مهدی یعقوبی      | کشتی       | ۵۷ کیلوگرم آزاد مردان |
| برنز | محمود نامجوی     | وزنه‌برداری | ۵۶ کیلوگرم مردان      |

## نتایج بر پایه ورزش

### دو و میدانی
مردان
| ورزشکار        | رویداد | زمان              | رتبه              |
| -------------- | ------ | ----------------- | ----------------- |
| علی باغبان‌باشی | ماراتن | به خط پایان نرسید | به خط پایان نرسید |

| ورزشکار         | رویداد | دو ۱۰۰ متر | پرش طول  | پرتاب وزنه | پرش ارتفاع | دو ۴۰۰ متر | دو ۱۱۰ متر بامانع | پرتاب دیسک | پرش با نیزه | پرتاب نیزه | دو ۱۵۰۰ متر | مجموع | رتبه |
| --------------- | ------ | ---------- | -------- | ---------- | ---------- | ---------- | ----------------- | ---------- | ----------- | ---------- | ----------- | ----- | ---- |
| نجم‌الدین فارابی | ده‌گانه | 12.1 ۵۷۲   | 6.25 ۵۷۵ | 11.31 ۵۲۴  | 1.70 ۶۵۶   | 52.3 ۶۸۴   | 17.4 ۳۷۲          | 28.73 ۳۴۷  | 3.30 ۴۳۸    | 41.23 ۳۷۵  | 4:24.8 ۵۶۰  | ۵۱۰۳  | ۱۲   |

### وزنه‌برداری
مردان
| ورزشکار         | رویداد  | پرس   | یک‌ضرب | دوضرب | مجموع | رتبه |
| --------------- | ------- | ----- | ----- | ----- | ----- | ---- |
| محمود نامجوی    | 56 kg   | ۱۰۰٫۰ | ۱۰۲٫۵ | ۱۳۰٫۰ | ۳۳۲٫۵ | 3    |
| حسین زرینی      | 60 kg   | ۹۲٫۵  | ۹۲٫۵  | ۱۲۰٫۰ | ۳۰۵٫۰ | ۱۳   |
| هنریک تمرز      | 67.5 kg | ۱۱۵٫۰ | ۱۰۵٫۰ | ۱۴۵٫۰ | ۳۶۵٫۰ | ۵    |
| ابراهیم پیروی   | 75 kg   | ۱۰۷٫۵ | ۱۱۷٫۵ | ۱۴۷٫۵ | ۳۷۲٫۵ | ۷    |
| جلال منصوری     | 82.5 kg | ۱۳۲٫۵ | ۱۲۲٫۵ | ۱۶۲٫۵ | ۴۱۷٫۵ | ۴    |
| محمدحسن رهنوردی | 90 kg   | ۱۴۰٫۰ | ۱۲۷٫۵ | ۱۵۷٫۵ | ۴۲۵٫۰ | ۴    |
| فیروز پژهان     | +90 kg  | ۱۴۷٫۵ | ۱۳۲٫۵ | ۱۷۰٫۰ | ۴۵۰٫۰ | ۴    |

### کشتی
آزاد مردان
| ورزشکار          | رویداد | مرحله اول                      | مرحله دوم               | مرحله سوم                       | مرحله چهارم                   | مرحله پنجم                          | مرحله فینال                  | رتبه |
| ---------------- | ------ | ------------------------------ | ----------------------- | ------------------------------- | ----------------------------- | ----------------------------------- | ---------------------------- | ---- |
| محمدعلی خجسته‌پور | 52 kg  | Bye                            | Chinazzo (ITA) · W 3–0  | Delgado (USA) · W 3–0           | تاداشی آسایی (JPN) · W 3–0    |                                     | حسین اکباش (TUR) · W 3–0     | 2    |
| محمدعلی خجسته‌پور | 52 kg  | Bye                            | Chinazzo (ITA) · W 3–0  | Delgado (USA) · W 3–0           | تاداشی آسایی (JPN) · W 3–0    | میریان تالکلامانیدزه (URS) · L Fall |                              | 2    |
| محمدمهدی یعقوبی  | 57 kg  | میخائیل شاخوف (URS) · W 3–0    | Jameson (AUS) · W Fall  | Pandey (IND) · W Fall           | مصطفی داغستانلی (TUR) · L 1–2 | Lee (KOR) · W 3–0                   |                              | 2    |
| ناصر گیوه‌چی      | 62 kg  | Geldenhuys (RSA) · W 3–0       | Hall (GBR) · W Fall     | ارکی پنتیلا (FIN) · L 1–2       | بایرام شیت (TUR) · L 0–3      |                                     | حضور نداشت                   | 6    |
| امامعلی حبیبی    | 67 kg  | اوله آندربری (SWE) · W Fall    | گیولا توت (HUN) · W 3–0 | Bielle (FRA) · W 3–0            | Nizzola (ITA) · W 3–0         | شیگرو کاساهارا (JPN) · W 3–0        | علیم‌بک بستایف (URS) · W Fall | 1    |
| نبی سروری        | 73 kg  | Singh (IND) · W Fall           | Fischer (USA) · L 0–3   | Petkov (BUL) · W 3–0            | de Villiers (RSA) · W 3–0     |                                     | حضور نداشت                   | 4    |
| عباس زندی        | 79 kg  | کازو کاتسوراموتو (JPN) · W 3–0 | Bye                     | عصمت آتلی (TUR) · L 0–3         | دنی هاج (USA) · L Fall        | حضور نداشت                          | حضور نداشت                   | 7    |
| غلامرضا تختی     | 87 kg  | Theron (RSA) · W Fall          | Steckle (CAN) · W Fall  | میتسوهیرو اوهیرا (JPN) · W Fall | Coote (AUS) · W Fall          |                                     | یوریس کولایف (URS) · W 3–0   | 1    |
| غلامرضا تختی     | 87 kg  | Theron (RSA) · W Fall          | Steckle (CAN) · W Fall  | میتسوهیرو اوهیرا (JPN) · W Fall | Coote (AUS) · W Fall          | پیتر بلر (USA) · W 3–0              |                              | 1    |
| حسین نوری        | +87 kg | حسین مهمدوف (BUL) · L 0–3      | da Silva (NZL) · W 3–0  | حمیت کاپلان (TUR) · L Fall      | حضور نداشت                    |                                     | حضور نداشت                   | 9    |